# 石橋雅子
石橋 雅子（いしばし まさこ、1977年9月13日 - ）は、オフィスキイワード大阪所属のフリーアナウンサー。愛称は「バッシー」。

## 人物・履歴
基礎情報も参照。高松第一高等学校から筑波大学第二学群比較文化学類へ進学。体を動かすことが得意で、筑波大学への在学中には、ライフル射撃の選手として関東大会へ出場した経験を持つ。
筑波大学からの卒業後は、地元にあるNHK高松放送局を皮切りに、西日本各地の放送局で契約キャスターとして活動。NHK高松放送局で3年、NHK福岡放送局で1年、四国放送で2年間キャスターを担当した。
2010年3月で四国放送とのキャスター契約が満了したことを機に、NHK松山放送局の契約キャスターだった高島裕子と共にオフィスキーワードへ所属。自身初の関西進出を果たした。進出後の2013年3月からは、同事務所の先輩・三瓶京子の後任扱いで、『MBSベースボールパーク』（MBSラジオのプロ野球中継）の水～金曜日スタジオ担当に起用。この起用を境に、「『MBSタイガースライ部』女子部員」の1人（他の部員は月・火・土・日曜担当の豊永真琴）として、2014年まで同局のスポーツ関連番組にレギュラーで出演していた。
ちなみに、四国放送の契約キャスター時代には、「（同社の）アナウンサーで一番の大食漢」と言われていた。2013年のプロ野球シーズンに『MBSタイガースライブ』と共に1人でスタジオから出演していた『ナイターのあともラジオと決めちゃいます?』では、水曜日に放送の「石橋雅子の“グルメ狙い撃ち”」というコーナーで、リスナーからの情報を基に複数の飲食店を自ら食べ歩いた模様を毎回紹介していた。

## 現在の担当番組
- 県政フラッシュ（奈良テレビ）
- フロムにしのみや（ベイコム11ch）

## 過去の担当番組
NHK福岡
- ニュースいちばん星 リポーター

NHK高松
- ひるまえかがわ
- ゆうどき香川がいっぱい 生活情報コーナー

四国放送
- おはようとくしま リポーター
- 徳島新聞ニュース
- 24時間テレビ徳島担当パーソナリティ
- えんやこらワイド

オフィスキーワードへの所属後
- @あっと!テレわか金曜日 キャスター（テレビ和歌山）
- ニュースCATCH土曜日 キャスター（びわ湖放送）
- 今日の東BAN キャスター（加古川BANBANテレビ）
- MBSベースボールパーク　金～月曜スタジオ担当（2014年度、MBSラジオ）※『MBSタイガースライブ』として放送していた2013年度にも、水～金曜日のスタジオ担当で出演していた。
- ナイターのあともラジオと決めちゃいます?水・木曜パーソナリティ（2013年度、プロ野球シーズン限定）※『MBSタイガースライブ』水・木曜スタジオ担当と兼務
- 週刊ますだスポーツ アシスタント（2013年度、プロ野球オフシーズン限定）
- 上田義朗のベトナム元気 アシスタント（MBSラジオ、2013年4月～10月）
  - 『ナイターのあともラジオと決めちゃいます?』水曜日への内包を機に、独立番組時代のアシスタント・高井美紀（毎日放送アナウンサー）からの交代で担当。再び独立番組として放送する2013年10月以降も、1ヶ月だけ続投した。